# Sepsis ephippium
Sepsis ephippium är en tvåvingeart som beskrevs av Mario Bezzi 1908. Sepsis ephippium ingår i släktet Sepsis och familjen svängflugor. Inga underarter finns listade i Catalogue of Life.